# Sirènids
No confondre amb Sirenis, les vaques marines.
Els sirènids (Sirenidae) són una família d'urodels aquàtics.
Els membres d'aquesta família tenen potes anteriors molt petites i manquen de potes posteriors. En una espècie, l'esquelet de les potes posteriors es compon únicament de cartílag. Els sirènids només viuen al sud-est dels Estats Units i el nord de Mèxic.
A diferència de molts altres urodels, tenen brànquies externes tant en la fase larvària com en l'adulta.